# Galeana

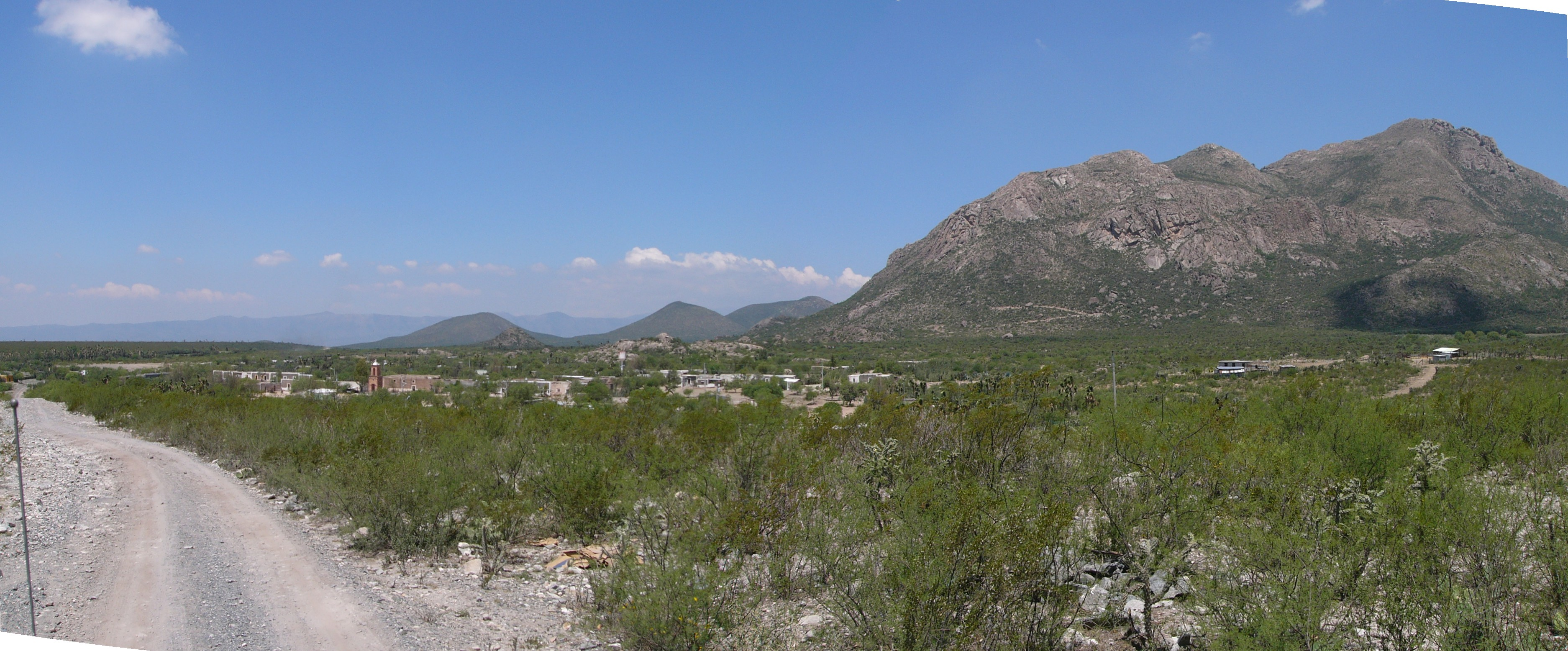
Panorama autour de Galeana.

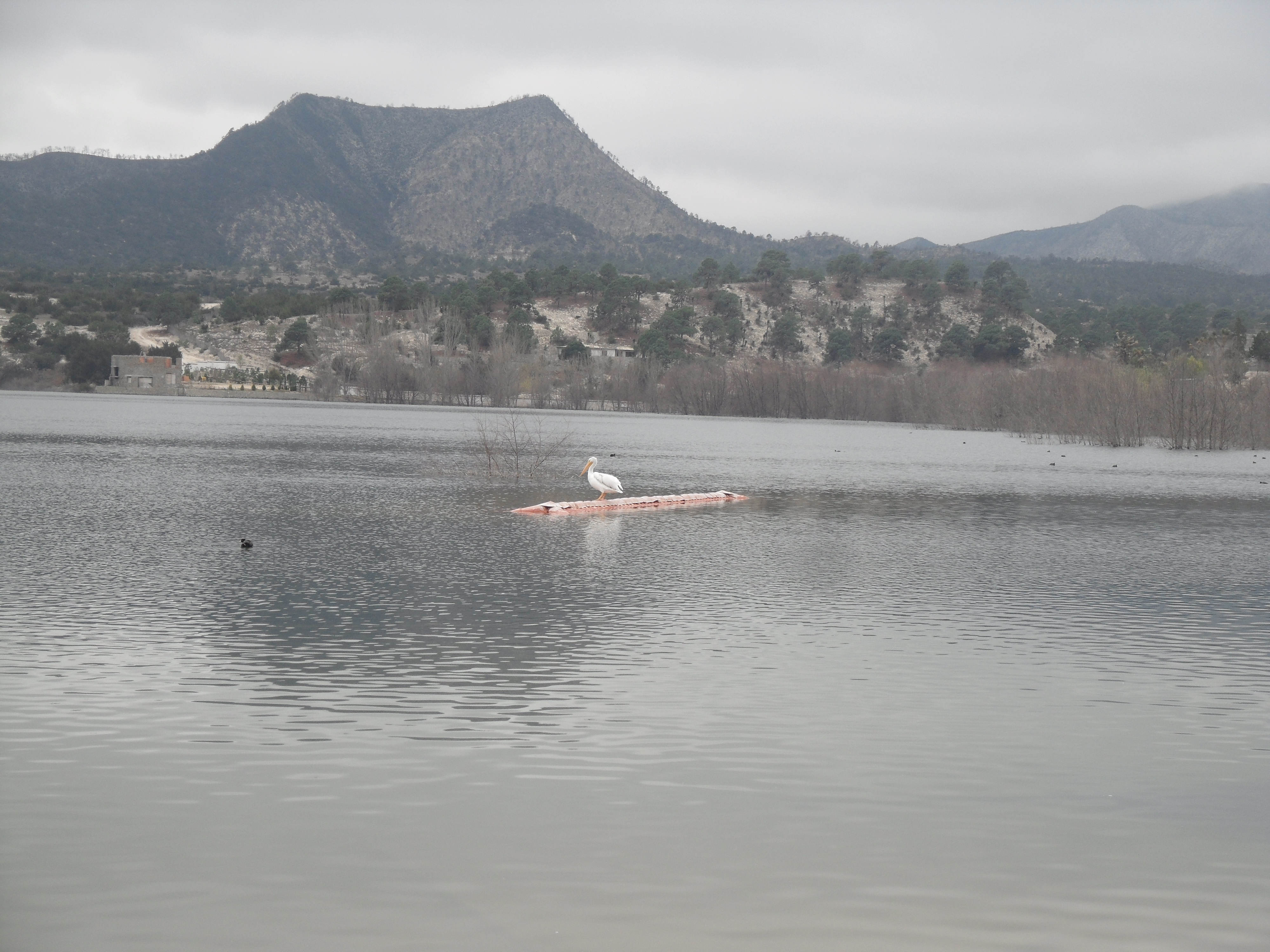
Le lac situé au bord de Galeana.

Galeana est une ville de l'état du Nuevo León au Mexique.

## Description
La population était de 39 991 habitants lors du recensement de la population de 2010.
La ville a été fondée en 1678. Elle s'élève à plus de 1 650 mètres d'altitude au milieu d'une sierra semi-aride.

## Personnalité liée à la commune
La militante féminine Julia Nava de Ruisánchez y est née en 1883.